# لويس لوبيز فرنانديز
لويس لوبيز فرنانديز (بالإسبانية: Luis López Fernández) (مواليد 13 سبتمبر 1993) هو لاعب كرة قدم. يلعب مع منتخب هندوراس لكرة القدم. سبق له أن لعب في كأس العالم لكرة القدم مع منتخب بلاده.

## روابط خارجية
- لويس لوبيز فرنانديز على موقع الاتحاد الدولي (مؤرشف)  (الإنجليزية)
- لويس لوبيز فرنانديز على موقع الدوري الأمريكي (الإنجليزية)
- لويس لوبيز فرنانديز على موقع قاعدة بيانات كرة القدم.إي يو (الإنجليزية)
- لويس لوبيز فرنانديز على موقع ناشيونال فوتبول تيمز (الإنجليزية)
- لويس لوبيز فرنانديز على موقع Soccerway.com (الإنجليزية)
- لويس لوبيز فرنانديز على موقع أوليمبيديا (الإنجليزية)
- لويس لوبيز فرنانديز على موقع AS.com (الإسبانية)